# Haldimand—Norfolk
Pour les articles homonymes, voir Haldimand et Norfolk.
Pour la circonscription provinciale, voir Haldimand—Norfolk (circonscription provinciale).
Circonscription électorale fédérale du Canada
Haldimand—Norfolk est une circonscription électorale fédérale en Ontario.

## Géographie
La circonscription est située dans le sud de l'Ontario. Les entités municipales formant la circonscription sont les comtés de Norfolk et de Haldimand. 
Les circonscriptions limitrophes sont Elgin—St. Thomas—London-Sud, Oxford, Brantford—Brant-Sud—Six Nations, Flamborough—Glanbrook—Brant-Nord et Niagara-Ouest.
En 2011, les circonscriptions limitrophes étaient Ancaster—Dundas—Flamborough—Westdale, Brant, Elgin—Middlesex—London, Niagara-Ouest—Glanbrook, Oxford et Welland.

## Historique
La circonscription d'Haldimand—Norfolk est créée initialement en 1976 d'une partie de Norfolk—Haldimand. Abolie en 1996, elle est remplacée par Haldimand—Norfolk—Brant. Haldimand—Norfolk est recréée en 2003 avec des parties d'Haldimand—Norfolk—Brant et d'Erie—Lincoln.
Les limites de la circonscription restent les mêmes lors du redécoupage électoral de 2022-2023.

## Députés
| Législature                                      | Années        | Député       | Parti | Parti                     |
| ------------------------------------------------ | ------------- | ------------ | ----- | ------------------------- |
| Haldimand—Norfolk issue de Norfolk—Haldimand     |               |              |       |                           |
| 31e                                              | 1979–1980     | Bud Bradley  |       | Progressiste-conservateur |
| 32e                                              | 1980–1984     | Bud Bradley  |       | Progressiste-conservateur |
| 33e                                              | 1984–1988     | Bud Bradley  |       | Progressiste-conservateur |
| 33e                                              | 1988–1993     | Bob Speller  |       | Libéral                   |
| 34e                                              | 1993–1997     | Bob Speller  |       | Libéral                   |
| Redistribuée dans Haldimand—Norfolk—Brant        |               |              |       |                           |
| issue de Haldimand—Norfolk—Brant et Erie—Lincoln |               |              |       |                           |
| 38e                                              | 2004–2006     | Diane Finley |       | Conservateur              |
| 39e                                              | 2006–2008     | Diane Finley |       | Conservateur              |
| 40e                                              | 2008–2011     | Diane Finley |       | Conservateur              |
| 41e                                              | 2011–2015     | Diane Finley |       | Conservateur              |
| 42e                                              | 2015–2019     | Diane Finley |       | Conservateur              |
| 43e                                              | 2019–2021     | Diane Finley |       | Conservateur              |
| 44e                                              | 2021–2025     | Leslyn Lewis |       | Conservateur              |
| 45e                                              | 2025–en cours | Leslyn Lewis |       | Conservateur              |

## Résultats électoraux
|       | Candidat         | Parti             | # de voix | % des voix |
|       | (X) Diane Finley | Conservateur      | +24 714,  | 44,14 %    |
|       | Joan Mouland     | Libéral           | +20 487,  | 36,59 %    |
|       | John Harris      | NPD               | +07 625,  | 13,62 %    |
|       | Wayne Ettinger   | Vert              | +01 857,  | 3,32 %     |
|       | Dave Bylsma      | Héritage chrétien | +00884,   | 1,58 %     |
|       | Dustin Wakeford  | Indépendant       | +00272,   | 0,49 %     |
|       | Leslie Bory      | Indépendant       | +00151,   | 0,27 %     |
| Total | Total            | Total             | 55 990    | 100 %      |

|       | Candidat         | Parti        | # de voix | % des voix |
|       | (x) Diane Finley | Conservateur | +25 655,  | 50,94 %    |
|       | Bob Speller      | Libéral      | +12 549,  | 24,92 %    |
|       | Ian Nichols      | NPD          | +10 062,  | 19,98 %    |
|       | Anne Faulkner    | Vert         | +01 665,  | 3,31 %     |
|       | Steven Elgersma  | Héritage     | +00435,   | 0,86 %     |
| Total | Total            | Total        | 50 366    | 100 %      |

|       | Candidat          | Parti        | # de voix | % des voix |
|       | (x) Diane Finley  | Conservateur | +19 657,  | 40,83 %    |
|       | Eric Hoskins      | Libéral      | +15 577,  | 32,35 %    |
|       | Ian Nichols       | NPD          | +05 549,  | 11,53 %    |
|       | Stephana Johnston | Vert         | +02 041,  | 4,24 %     |
|       | Steven Elgersma   | Héritage     | +00501,   | 1,04 %     |
|       | Gary McHale       | Indépendant  | +04 821,  | 10,01 %    |
| Total | Total             | Total        | 48 146    | 100 %      |